# Криппа, Давиде
Давиде Криппа (итал. Davide Crippa, родился 11 апреля 1979 года в Новаре) — итальянский политик, депутат Палаты депутатов Италии от Движения пяти звёзд.

## Биография
Гражданский инженер по образованию, специализируется на охране окружающей среды и обслуживании прилегающих территорий. На момент парламентских выборов 2013 года безработный.
Избран в Палату депутатов 19 марта 2013 года по итогам парламентских выборов от II избирательного округа Пьемонт 2. С 7 мая 2013 года работает в X комиссии (по производственной деятельности, торговле и туризму), до 20 июля 2015 года был её секретарём.
12 июня 2018 года назначен младшим статс-секретарём Министерства экономического развития в правительстве Конте.